# Giovanna di Ginevra
Giovanna di Ginevra (Juana in spagnolo, Jeanne in francese, Johanna in tedesco e Joan in inglese; 1050 circa – 1095 circa) fu una principessa della Casa di Ginevra, divenuta per matrimonio contessa di Savoia.

## Origine
Secondo lo storico e Genealogista, Samuel Guichenon, nel suo Histoire généalogique de la royale maison de Savoie, Giovanna era la figlia del Conte di Ginevra, Geroldo II e della sua prima moglie, Gisela di Borgogna (1020-1060), nipote del conte, Rodolfo I di Borgogna.

Secondo la Flodoardi Annales, Geroldo II di Ginevra era figlio di Berta, figlia di Matilde, figlia del Re di Arles o delle due Borgogne, Corrado III di Borgogna e di Matilde di Francia; secondo Il conte Umberto i e il re Ardoino il padre di Berta era Ugo III, conte di Egisheim; mentre il padre di Geroldo II, sia secondo Samuel Guichenon che lo storico e diplomatico, Domenico Carutti, nel suo Il conte Umberto i e il re Ardoino, era Geroldo I di Ginevra, figlio del conte di Ginevra, Aimone, sia secondo Guichenon che secondo Le Grand dictionnaire historique, Volume 5.

## Biografia
Giovanna sposò, verso il 1065, Amedeo II di Savoia conte di Moriana, che, secondo Samuel Guichenon, era il figlio maschio secondogenito del Conte di Moriana, d'Aosta e del Chiablese, Oddone e della margravia di Torino e di Susa, Adelaide, che discendeva dalla famiglia degli Arduinici, e ancora, secondo Samuel Guichenon, era figlia del margravio di Torino e Susa, Olderico Manfredi II e della contessa Berta degli Obertenghi, che secondo lo storico Ludovico Antonio Muratori era figlia di Oberto II, margravio di Milano, di Tortona e di Genova. 
Giovanna portò in dote il Valromey, la riva destra del Rodano, fra i borghi di Culoz e Bellegarde.
Giovanna rimase vedova, circa quindici anni dopo il matrimonio; suo marito, Amedeo II morì nel 1080 e venne inumato nella Cattedrale di San Giovanni di Moriana, in Savoia; le Regesta comitum Sabaudiae nel documento n° CC riportano la morte di Amedeo il 26 gennaio (VII Kal. Feb. ob. comes Amedeus de Sabaudia); ancora Victor Flour de Saint-Genis, nel suo Histoire de Savoie riporta la morte di Amedeo verso la fine del secolo, nel 1097 circa e, nella nota allegata, rammenta che vari storici hanno fissato la morte di Amedeo anche prima del 1080; infine rammenta che lo storico Franciscus Guillimanni (Franz Guillimann), nel suo De Helvetia, indica Amedeo come uno dei partecipanti alla prima crociata al seguito del fratello del re di Francia, Filippo I, Ugo detto il Grande e Goffredo di Buglione. Ad Amedeo, nei suoi titoli, succedette il figlio maschio primogenito, Umberto, ancora bambino, con la reggenza della nonna, Adelaide.
Di Giovanna non si hanno altre notizie: Morì verso il 1095.

## Discendenza
Giovanna ad Amedeo diede cinque figli:
- Umberto (1072 - 1103), conte di Savoia e conte della Moriana[18].;
- Costanza, andata sposa a Ottone II di Monferrato († 1084), Marchese di Monferrato[19];
- Adelaide (1070-1116), andata sposa a Manassès V, signore della casa di Coligny[20];
- Auxilia († dopo il 1094), andata sposa verso il 1080 Umberto II di Beaujeu († 1101)[21];
- Oddone, confermato solo dalle Europäische Stammtafeln[22], vol II, 190 (non consultate)[16].

## Ascendenza
|                       |                      |                      | Genitori |  |  | Nonni                |  |  | Bisnonni   |  |
|                       |                      |                      |          |  |  | Geroldo I di Ginevra |  |  | Bertoldo ? |  |
|                       |                      |                      |          |  |  | Geroldo I di Ginevra |  |  | Bertoldo ? |  |
|                       |                      | …                    |          |  |  | Geroldo I di Ginevra |  |  |            |  |
| Geroldo II di Ginevra |                      |                      |          |  |  | Geroldo I di Ginevra |  |  |            |  |
|                       |                      | Berta ?              | …        |  |  |                      |  |  |            |  |
|                       |                      | Berta ?              | …        |  |  |                      |  |  |            |  |
|                       |                      | Berta ?              | …        |  |  |                      |  |  |            |  |
| Giovanna di Ginevra   |                      | Berta ?              |          |  |  |                      |  |  |            |  |
|                       | Alberto I di Ginevra | …                    |          |  |  |                      |  |  |            |  |
|                       | Alberto I di Ginevra | …                    |          |  |  |                      |  |  |            |  |
|                       | Alberto I di Ginevra | …                    |          |  |  |                      |  |  |            |  |
| Gisella di Borgogna   | Alberto I di Ginevra |                      |          |  |  |                      |  |  |            |  |
|                       |                      | Eldegarde di Ginevra | …        |  |  |                      |  |  |            |  |
|                       |                      | Eldegarde di Ginevra | …        |  |  |                      |  |  |            |  |
|                       |                      | Eldegarde di Ginevra | …        |  |  |                      |  |  |            |  |
|                       |                      | Eldegarde di Ginevra |          |  |  |                      |  |  |            |  |

### Fonti primarie
- (LA)  Monumenta Germaniae Historica Scriptorum. Tomus III.
- (LA)  Antiquitates Italicæ medii ævi.
- (LA)  Regesta comitum Sabaudiae.
- (LA)  Peter der Zweite, Graf von Savoyen, Markgraf in Italien.
- (LA)  Cartulaire de l'église collégiale Notre-Dame de Beaujeu.
- (LA)  De Helvetia.
- (IT, LA)  Il conte Umberto I (Biancamano) e il re Ardoino: ricerche e documenti.

### Letteratura storiografica
- (FR)  Histoire généalogique de la royale maison de Savoie.
- (FR)  Histoire généalogique de la royale maison de Savoie, volume 3.
- (FR)  Le Grand dictionnaire historique, Volume 5.
- (FR)  l'origine de Gérold, comte de Genève (1867).
- (FR)  Memoires et Documents Publies par la Societe D'Histoire et D'Arceologie.
- (EN)  The early history of the house of Savoy (1000-1233).
- (EN)  Charles William Previté-Orton, The Early History of the House of Savoy: 1000-1233, Cambridge, Cambridge University Press (réimpr. 2013) (1re éd. 1912).